# Рослини Київської області, занесені до Червоної книги України
Список рослин Київської області, занесених до Червоної книги України.

## Статистика
До списку входить 129 видів рослин, з них:
- Судинних рослин — 97;
- Мохоподібних — 6;
- Водоростей — 9;
- Лишайників — 1;
- Грибів — 16.

Серед них за природоохоронним статусом: 
- Вразливих — 61;
- Рідкісних — 29;
- Недостатньо відомих  — 0;
- Неоцінених — 21;
- Зникаючих — 17;
- Зниклих у природі — 0;
- Зниклих — 1.

## Список
| № п/п | Українська назва виду                                   | Латинська назва виду                                                 | Природоохоронний статус |
| ----- | ------------------------------------------------------- | -------------------------------------------------------------------- | ----------------------- |
| 1     | Альдрованда пухирчаста                                  | Aldrovanda vesiculosa L.                                             | Рідкісний               |
| 2     | Астрагал піщаний                                        | Astragalus arenarius L.                                              | Вразливий               |
| 3     | Астрагал шерстистоквітковий                             | Astragalus dasyanthus Pall.                                          | Вразливий               |
| 5     | Баранець звичайний                                      | Huperzia selago (L.) Bernh. ex Schrank et Mart.                      | Неоцінений              |
| 8     | Береза низька                                           | Betula humilis Schrank                                               | Вразливий               |
| 9     | Береза темна                                            | Betula obscura А.Kotula                                              | Рідкісний               |
| 10    | Билинець довгорогий                                     | Gymnadenia conopsea (L.) R.Br.                                       | Вразливий               |
| 11    | Билинець найзапашніший                                  | Gymnadenia odoratissima (L.) Rich.                                   | Зникаючий               |
| 12    | Билинець щільноквітковий                                | Gymnadenia densiflora (Wahlenb.) A.Dietr.                            | Вразливий               |
| 14    | Борідник паростковий                                    | Jovibarba sobolifera (Sims.) Opiz                                    | Рідкісний               |
| 15    | Брандушка різнобарвна (пізньоцвіт різнобарвний)         | Bulbocodium versicolor (Ker Gawl.) Spreng.                           | Вразливий               |
| 16    | Булатка великоквіткова                                  | Cephalanthera damasonium (Mill.) Druce                               | Рідкісний               |
| 17    | Булатка довголиста                                      | Cephalanthera longifolia (L.) Fritsch                                | Рідкісний               |
| 18    | Булатка червона                                         | Cephalanthera rubra (L.) Rich.                                       | Рідкісний               |
| 19    | Верба лапландська                                       | Salix lapponum L.                                                    | Вразливий               |
| 20    | Верба Старке                                            | Salix starkeana Willd.                                               | Вразливий               |
| 21    | Верба чорнична                                          | Salix myrtilloides L.                                                | Вразливий               |
| 22    | Вовче лико пахуче (боровик)                             | Daphne cneorum L.                                                    | Вразливий               |
| 23    | Водяний горіх плаваючий                                 | Trapa natans L. s.l.                                                 | Неоцінений              |
| 27    | Глевчак однолистий (малаксис однолистий)                | Malaxis monophyllos (L.) Sw.                                         | Вразливий               |
| 28    | Гніздівка звичайна                                      | Neottia nidus-avis (L.) Rich.                                        | Неоцінений              |
| 30    | Горицвіт весняний                                       | Adonis vernalis L.                                                   | Неоцінений              |
| 32    | Гронянка багатороздільна                                | Botrychium multifidum (S.G.Gmel.) Rupr.                              | Рідкісний               |
| 33    | Гронянка віргінська                                     | Botrychium virginianum (L.) Sw.                                      | Зникаючий               |
| 34    | Гронянка півмісяцева (ключ-трава)                       | Botrychium lunaria (L.) Sw.                                          | Вразливий               |
| 35    | Гудієра повзуча                                         | Goodyera repens (L.) R.Br.                                           | Вразливий               |
| 36    | Дев'ятисил осотовий                                     | Carlina cirsioides Klokov                                            | Вразливий               |
| 40    | Жировик Льозеля                                         | Liparis loeselii (L.) Rich.                                          | Вразливий               |
| 41    | Зелениця сплюснута (дифазіаструм сплюснутий)            | Diphasiastrum complanatum (L.) Holub                                 | Рідкісний               |
| 42    | Зелениця Цайллера (дифазіаструм Цайллера)               | Diphasiastrum zeilleri (Rouy) Holub                                  | Зникаючий               |
| 43    | Змієголовник Рюйша                                      | Dracocephalum ruyschiana L.                                          | Неоцінений              |
| 46    | Зозулинець шоломоносний                                 | Orchis militaris L.                                                  | Вразливий               |
| 47    | Зозулині сльози яйцеподібні                             | Listera ovata (L.) R.Br.                                             | Неоцінений              |
| 48    | Зозулині черевички справжні                             | Cypripedium calceolus L.                                             | Вразливий               |
| 49    | Зозульки бузинові (пальчатокорінник бузиновий)          | Dactylorhiza sambucina (L.) Soy                                      | Вразливий               |
| 50    | Зозульки м'ясочервоні (пальчатокорінник м'ясочервоний)  | Dactylorhiza incarnata (L.) Soy s.l.                                 | Вразливий               |
| 51    | Зозульки плямисті (пальчатокорінник плямистий)          | Dactylorhiza maculata (L.) Soό s.l.                                  | Вразливий               |
| 52    | Зозульки травневі (пальчатокорінник травневий)          | Dactylorhiza majalis (Rchb.) P.F.Hunt et Summerhayes s.l.            | Рідкісний               |
| 53    | Зозульки Траунштейнера (пальчатокорінник Траунштейнера) | Dactylorhiza traunsteineri (Saut. ex Rchb.) Soy                      | Рідкісний               |
| 54    | Зозульки Фукса (пальчатокорінник Фукса)                 | Dactylorhiza fuchsii (Druce) Soy                                     | Неоцінений              |
| 55    | Кальдезія білозоролиста                                 | Caldesia parnassifolia (L.) Parl.                                    | Зникаючий               |
| 56    | Катран татарський                                       | Crambe tataria Sebeyk                                                | Вразливий               |
| 58    | Ковила волосиста                                        | Stipa capillata L.                                                   | Неоцінений              |
| 59    | Ковила дніпровська                                      | Stipa borysthenica Klokov ex Prokudin                                | Вразливий               |
| 60    | Ковила пірчаста                                         | Stipa pennata L.                                                     | Вразливий               |
| 61    | Комоничок зігнутий                                      | Succisella inflexa (Kluk) G. Beck                                    | Рідкісний               |
| 62    | Коральковець тричінадрізаний                            | Corallorhiza trifida Chätel.                                         | Рідкісний               |
| 63    | Короличка пізня                                         | Leucanthemella serotina (L.) Tzvelev.                                | Зникаючий               |
| 64    | Коручка болотна                                         | Epipactis palustris (L.) Crantz                                      | Вразливий               |
| 65    | Коручка темно-червона                                   | Epipactis atrorubens (Hoffm. ex Bernh.) Besser                       | Вразливий               |
| 66    | Коручка чемерникоподібна (коручка широколиста)          | Epipactis helleborine (L.) Crantz                                    | Неоцінений              |
| 67    | Косарики тонкі                                          | Gladiolus tenuis M.Bieb.                                             | Вразливий               |
| 68    | Косарики черепитчасті                                   | Gladiolus imbricatus L.                                              | Вразливий               |
| 70    | Лілія лісова                                            | Lilium martagon L.                                                   | Неоцінений              |
| 72    | Ломикамінь болотний                                     | Saxifraga hirculus L.                                                | Вразливий               |
| 73    | Любка дволиста                                          | Platanthera bifolia (L.) Rich.                                       | Неоцінений              |
| 74    | Любка зеленоквіткова                                    | Platanthera chlorantha (Cust.) Rchb.                                 | Рідкісний               |
| 78    | М'якух болотний (хаммарбія болотна)                     | Hammarbya paludosa (L.) O.Kuntze                                     | Зникаючий               |
| 79    | Надбородник безлистий                                   | Epipogium aphyllum Sw.                                               | Зникаючий               |
| 80    | Неотіанта каптурувата                                   | Neottianthe cucullata (L.) Schlechter                                | Зникаючий               |
| 81    | Неотінея обпалена (зозулинець обпалений)                | Neotinea ustulata (L.) R.M. Bateman, Pridgeon et M.W. Chase          | Зникаючий               |
| 83    | Осока богемська                                         | Carex bohemica Schreb.                                               | Вразливий               |
| 84    | Осока Буксбаума                                         | Carex buxbaumii Wahlenb.                                             | Вразливий               |
| 85    | Осока дводомна                                          | Carex dioica L.                                                      | Вразливий               |
| 86    | Осока житня                                             | Carex secalina Willd. ex Wahlenb.                                    | Вразливий               |
| 87    | Осока затінкова                                         | Carex umbrosa Host                                                   | Неоцінений              |
| 88    | Осока піхвова                                           | Carex vaginata Tausch                                                | Зникаючий               |
| 89    | Осока тонкокореневищна                                  | Carex chordorrhiza Ehrh.                                             | Вразливий               |
| 92    | Півники борові                                          | Iris pineticola Klokov                                               | Вразливий               |
| 93    | Півники сибірські                                       | Iris sibirica L.                                                     | Вразливий               |
| 94    | Підсніжник білосніжний (підсніжник звичайний)           | Galanthus nivalis L.                                                 | Неоцінений              |
| 95    | Пізньоцвіт осінній                                      | Colchicum autumnale L.                                               | Неоцінений              |
| 96    | Плаун річний                                            | Lycopodium annotinum L.                                              | Вразливий               |
| 97    | Плаунець заплавний (лікоподієлла заплавна)              | Lycopodiella inundata (L.) Holub                                     | Рідкісний               |
| 98    | Плодоріжка блощична (зозулинець блощичний)              | Anacamptis coriophora (L.) R.M. Bateman, Pridgeon et M.W. Chase s.l. | Вразливий               |
| 99    | Плодоріжка болотна (зозулинець болотний)                | Anacamptis palustris (Jacq.) R.M. Bateman, Pridgeon et M.W. Chase    | Вразливий               |
| 100   | Плодоріжка салепова (зозулинець салеповий)              | Anacamptis morio (L.) R.M. Bateman, Pridgeon et M.W. Chase           | Вразливий               |
| 103   | Пухирник малий                                          | Utricularia minor L.                                                 | Вразливий               |
| 104   | Пухирник середній                                       | Utricularia intermedia Hayne                                         | Вразливий               |
| 105   | Росичка англійська (росичка довголиста)                 | Drosera anglica Huds.                                                | Вразливий               |
| 106   | Росичка середня                                         | Drosera intermedia Hayne                                             | Вразливий               |
| 108   | Рябчик руський                                          | Fritillaria ruthenica Wikstr.                                        | Вразливий               |
| 109   | Рябчик шаховий                                          | Frittilaria meleagris L.                                             | Вразливий               |
| 110   | Сальвінія плаваюча                                      | Salvinia natans (L.) All.                                            | Неоцінений              |
| 112   | Ситник бульбистий                                       | Juncus bulbosus L.                                                   | Вразливий               |
| 113   | Ситняг карніолійський                                   | Eleocharis carniolica W.D.J.Koch                                     | Вразливий               |
| 114   | Скополія карніолійська                                  | Scopolia carniolica Jacq.                                            | Неоцінений              |
| 115   | Смілка литовська                                        | Silene lithuanica Zapał.                                             | Неоцінений              |
| 116   | Сон великий                                             | Pulsatilla grandis Wender.                                           | Вразливий               |
| 117   | Сон лучний (сон чорніючий, сон богемський)              | Pulsatilla pratensis (L.) Mill. s.l.                                 | Неоцінений              |
| 118   | Сон розкритий                                           | Pulsatilla patens (L.) Mill. s.l.                                    | Неоцінений              |
| 121   | Тюльпан дібровний                                       | Tulipa quercetorum Klokovet Zoz                                      | Вразливий               |
| 125   | Цибуля ведмежа (черемша)                                | Allium ursinum L.                                                    | Неоцінений              |
| 126   | Шафран сітчастий                                        | Crocus reticulatus Steven ex Adams                                   | Неоцінений              |
| 127   | Шейхцерія болотна                                       | Scheuchzeria palustris L.                                            | Вразливий               |
| 128   | Шолудивник королівський                                 | Pedicularis sceptrum-carolinum L.                                    | Вразливий               |
| 129   | Язичок зелений                                          | Coeloglossum viride (L.) C.Hartm.                                    | Рідкісний               |